# تيتسوجي كاتو
تيتسوجي كاتو (باليابانية: 加藤 鉄史؛ 5 ديسمبر 1977) هو مُقاتل فنون قتالية مختلطة أمريكي.

## وصلات خارجية
- تيتسوجي كاتو على موقع شيردوغ (الإنجليزية)